# Plura 50, en hyllningsplatta
Plura 50, en hyllningsplatta är ett samlingsalbum från 2001 med bland andra de svenska artisterna Lars Winnerbäck och Paus. Skivan gavs ut för att hedra Plura Jonsson på hans 50-årsdag.

## Låtlista
1. "Intro P50"
2. Gloria - "Pojkar, pojkar, pojkar"
3. Peter LeMarc - "En clowns historia"
4. Nisse Hellberg - "Nere på klubben"
5. Paus (Joakim Berg och Peter Svensson) - "Kärlekens tunga"
6. Peter Lemarc & Mauro Scocco - "3:ans spårvagn"
7. Pugh Rogefeldt - "Ett hus på stranden"
8. Freddie Wadling -"Söders kors"
9. Lars Winnerbäck och Louise Hoffsten - "Tag min hand"
10. Kajsa Grytt - "En kärlekshistoria"
11. Olle Ljungström - "Vilken underbar värld"
12. Mauro Scocco - "Någonting måste gå sönder"
13. Staffan Hellstrand och Lisa Nilsson - "Dörrarna till himlen"
14. Tomas Andersson Wij - "Nerför floden"
15. Peter Lemarc - "Låt mig vinna"
16. Totta Näslund - "Bröllop i Bolivia"
17. Charlotte Berg - "Ikväll stannar jag hos dig"
18. "Outro P50"